# فيريسلاف إينغورن
فيريسلاف إينغورن (بالأوكرانية: В'ячеслав Семенович Ейнгорн)‏ Vereslav Eingorn (ولد في 23 نوفمبر 1956) لاعب شطرنج أوكراني يحمل لقب أستاذ كبير.

## حياته
- ولد في عائلة يهودية في أوديسا.

## إنجازات
- فاز مرتين ببطولة مدينة أوديسا للشطرنج عامي 1977، 1979.
- لعب في العديد من بطولات الاتحاد السوفييتي السابق، وأفضل نتائجه هو فوزه بالمركز الثالث خلف ألكسي سوكولوف وكونستانتين ليرنر في البطولة المقامة عام 1984 في لفوف.
- تعادل على المركز الأول في دورة كابيل لاغراند المفتوحة للشطرنج في فرنسا عام 1986، مع سيرغي سماغين وجوزيف غالاغر.
- لعب باسم أوكرانيا في أولمبياد الشطرنج عام 1992، 2000 (وفاز بالميدالية البرونزية)، 2002.
- لعب في تصفيات البين مناطقية في زاغرب في 1987، وفشل في التأهل إلى دورة الترشيح.
- شارك في بطولة العالم للشرنج عام 2002، لكنه خرج من الجولة الأولى بعد هزيمته أمام كريشنان ساسيكيران.
- لعب ضمن الفريق الأوكراني الفائز بالميدالية الذهبية في بطولة فرق العالم للشطرنج عام 2001.
- فاز بعدة دورات منها دورة مينسك 1983، بور 1986، موسكو 1986.

## تصنيف إيلو
- بلغ أفضل تصنيف إيلو 2713 نقطة في مايو 1986، وكان المصنف رقم 12 عالمياً.
- بلغ تصنيف إيلو خاصته 2518 نقطة في يناير 2018.

## التدريب
- عمل مدرباً للمنتخب الأوكراني سيدات الفائز بميدالية ذهبية في أولمبياد الشطرنج السابع والثلاثين.
- منحه الاتحاد الدولي للشطرنج لقب مدرب أول عام 2007.

## روابط خارجية
- فيريسلاف إينغورن على موقع الاتحاد الدولي للشطرنج (الإنجليزية)
- فيريسلاف إينغورن على موقع مباريات الشطرنج (الإنجليزية)
- فيريسلاف إينغورن على موقع 365Chess.com (الإنجليزية)
- فيريسلاف إينغورن على موقع Chesstempo.com (الإنجليزية)
- فيريسلاف إينغورن سجل أولمبياد الشطرنج على موقع OlimpBase.org (الإنجليزية)